# باب الجزيرة

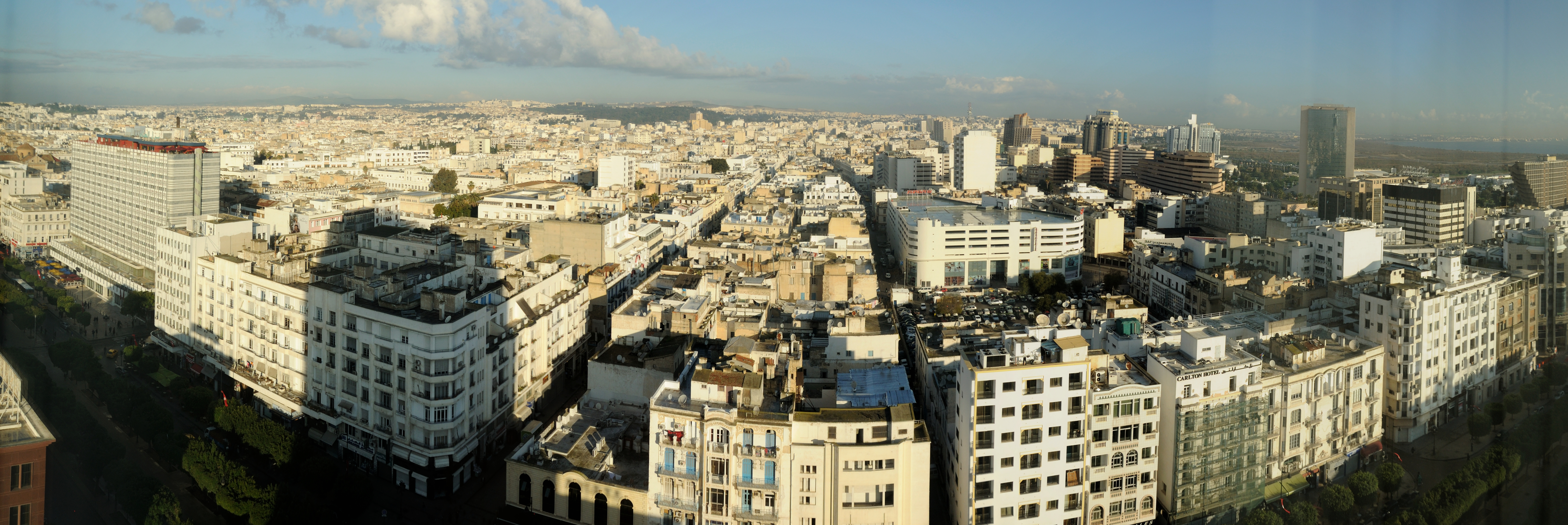

باب الجزيرة أحد أبواب مدينة تونس العتيقة، وهو أحد أقدم أبواب المدينة العتيقة. كان ينفذ منه إلى القيروان والوطن القبلي. سمي بـباب الجزيرة نظرا لأنه ينفذ إلى شبه جزيرة الوطن القبلي، وكانت سابقا تسمى جزيرة شريك العبسي.

## في المجتمع

### في الشعر
ذكر الشاعر محمد الورغي الباب في أحد قصائده، وكانت الأبيات هي:

## أعلام
- علي الزنايدي